# Matthias Valkiers
Matthias Valkiers (ur. 8 kwietnia 1990 w Aalst) – belgijski siatkarz, grający na pozycji rozgrywającego, reprezentant Belgii.

## Sukcesy klubowe
Mistrzostwo Belgii:
- 2012
- 2011, 2013, 2025[3]
- 2010, 2014, 2016

Superpuchar Belgii:
- 2011, 2012

Puchar Belgii:
- 2012

Mistrzostwo Rumunii:
- 2017

Puchar Grecji:
- 2018

Mistrzostwo Grecji:
- 2018

Puchar Niemiec:
- 2021

## Sukcesy reprezentacyjne
Mistrzostwa Europy Kadetów:
- 2007

Liga Europejska:
- 2013[4]

## Nagrody indywidualne
- 2013 - Najlepszy rozgrywający Ligi Europejskiej